# Lista dos presidentes do Brasil vivos

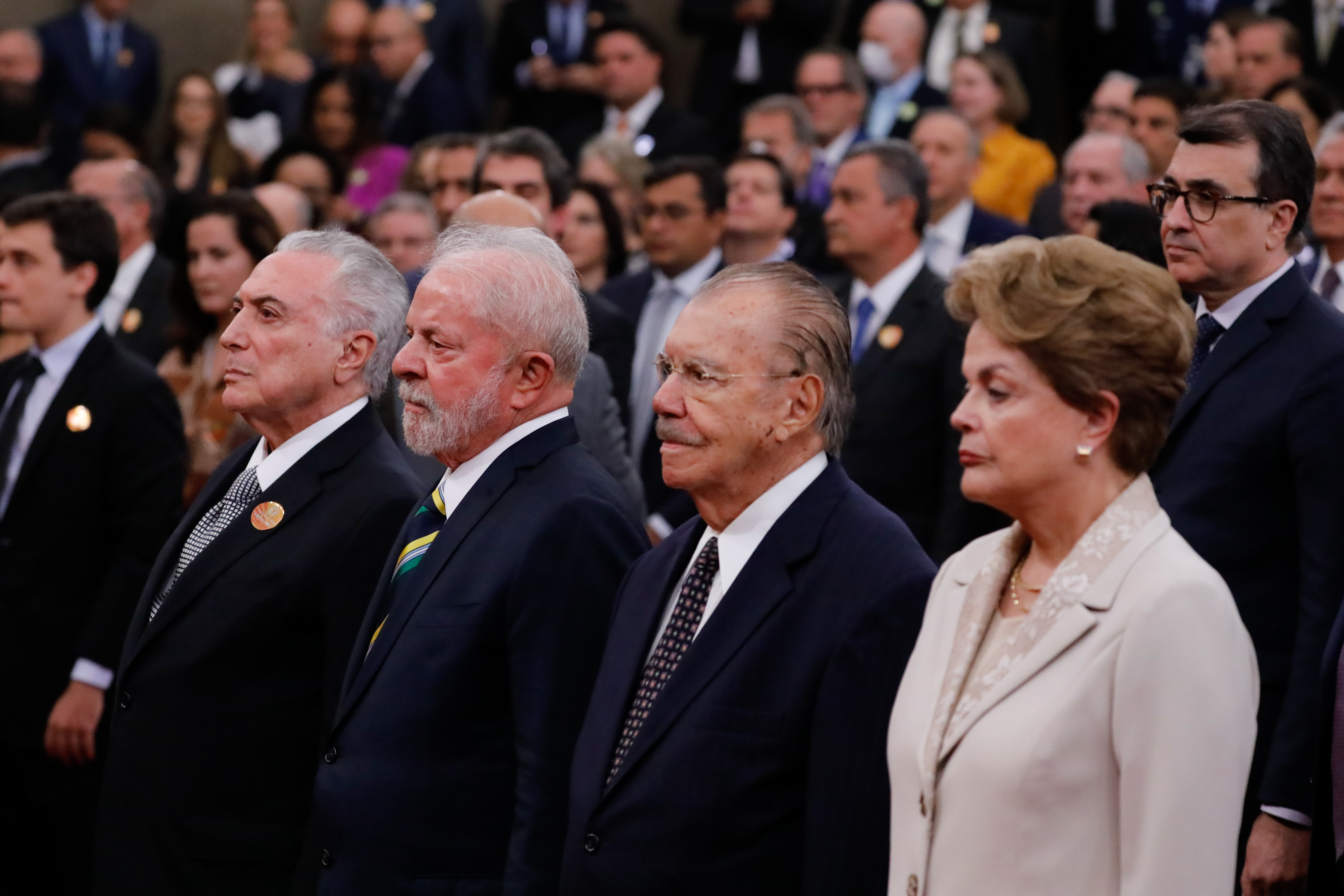
Quatro dos sete presidentes do Brasil vivos em 2022; da esquerda para a direita: Michel Temer, Lula, José Sarney e Dilma Rousseff. Não estão presentes na foto os presidentes vivos Fernando Collor, Fernando Henrique Cardoso e Jair Bolsonaro.

Esta é uma lista dos presidentes do Brasil vivos em cada momento da história republicana brasileira. Ela contém uma linha do tempo ressaltando os eventos de posse e morte de presidentes e o número de presidentes vivos entre eventos sucessivos. Compreende todas as pessoas que assumiram a presidência, incluindo os que o fizeram de facto ou interinamente, e estão presentes na lista da Biblioteca da Presidência da República.
Aqueles que constituíram as juntas militares de 1930 e 1969 – por não terem assumido a presidência de forma isolada –, bem como Júlio Prestes, Tancredo Neves e Pedro Aleixo – por não terem tomado posse do cargo e, por conseguinte, não constarem na numeração da ordem histórica – não são listados. Apesar de não ter havido uma posse formal para todos os presidentes, são consideradas as datas a partir das quais passaram a ocupar o cargo, segundo a Biblioteca da Presidência.
A referência e a citação aos ex-presidentes brasileiros vivos em um determinado período são feitas em diversos livros, noticiários, publicações e documentos ao longo da história republicana do país, constituindo considerável interesse em termos historiográficos e servindo de base para discussões de temas considerados relevantes para o Brasil.

## Lista

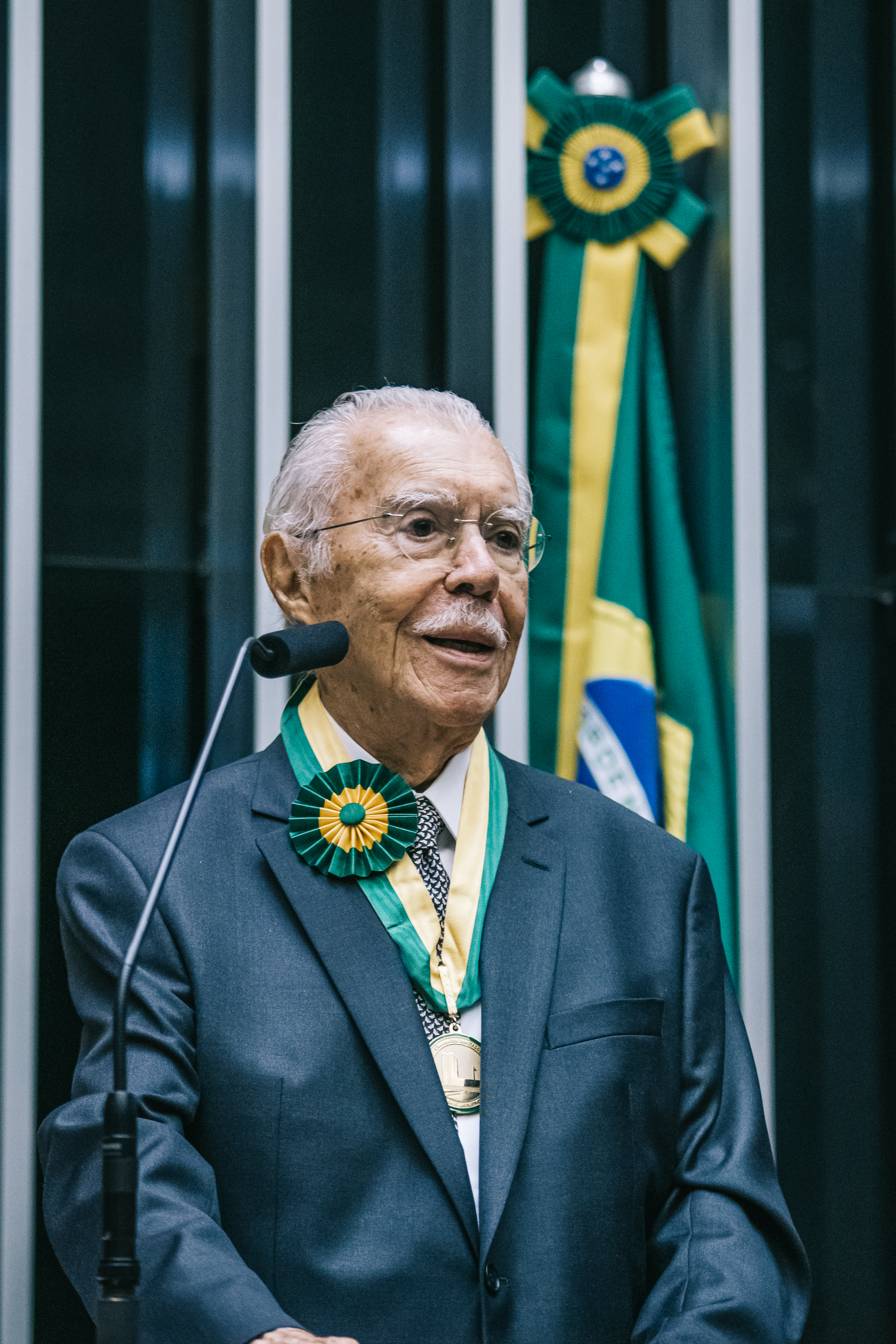
José Sarney Nasceu em: 24  de abril de 1930 (95 anos)
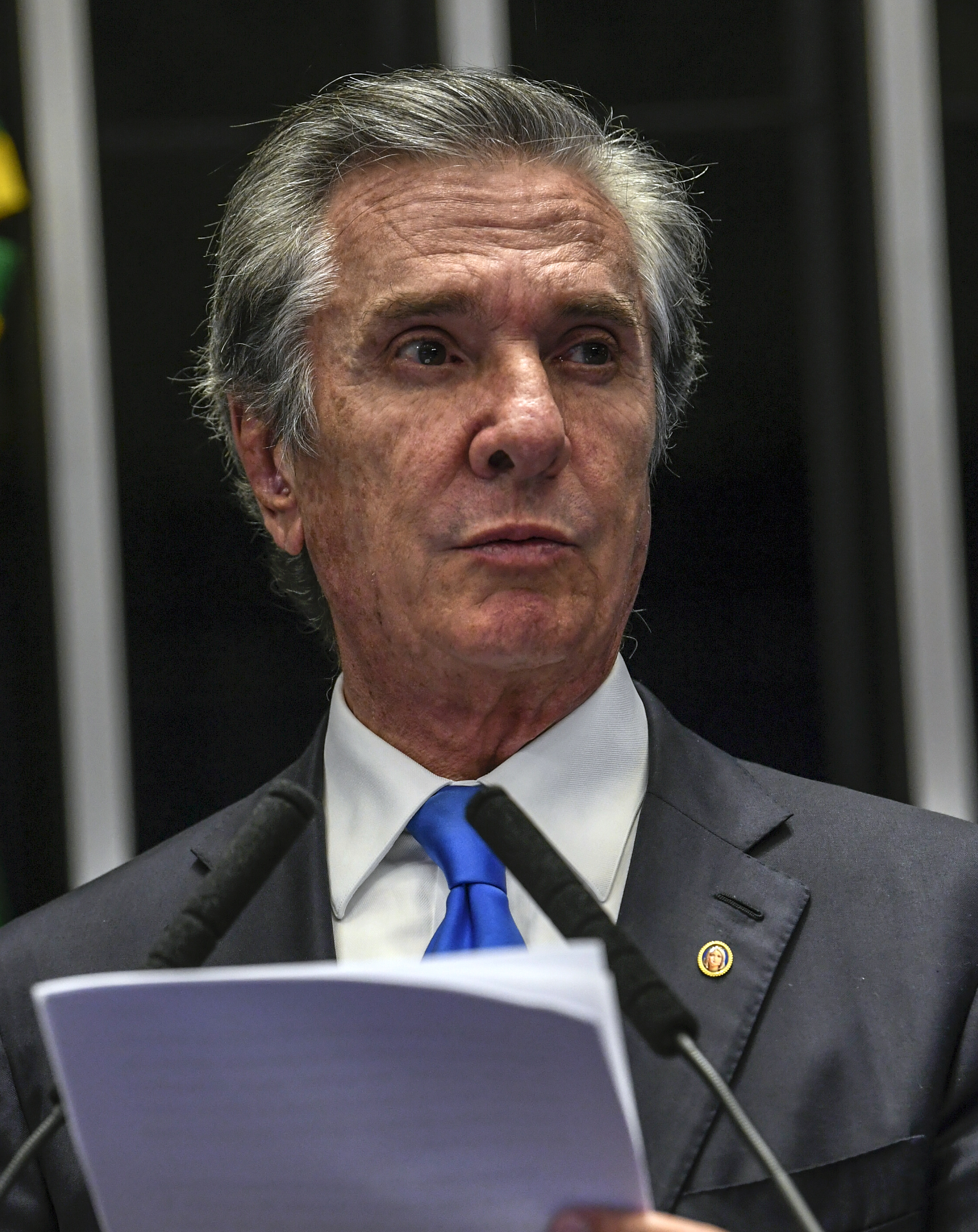
Fernando Collor de Mello Nasceu em: 12  de agosto de 1949 (75 anos)
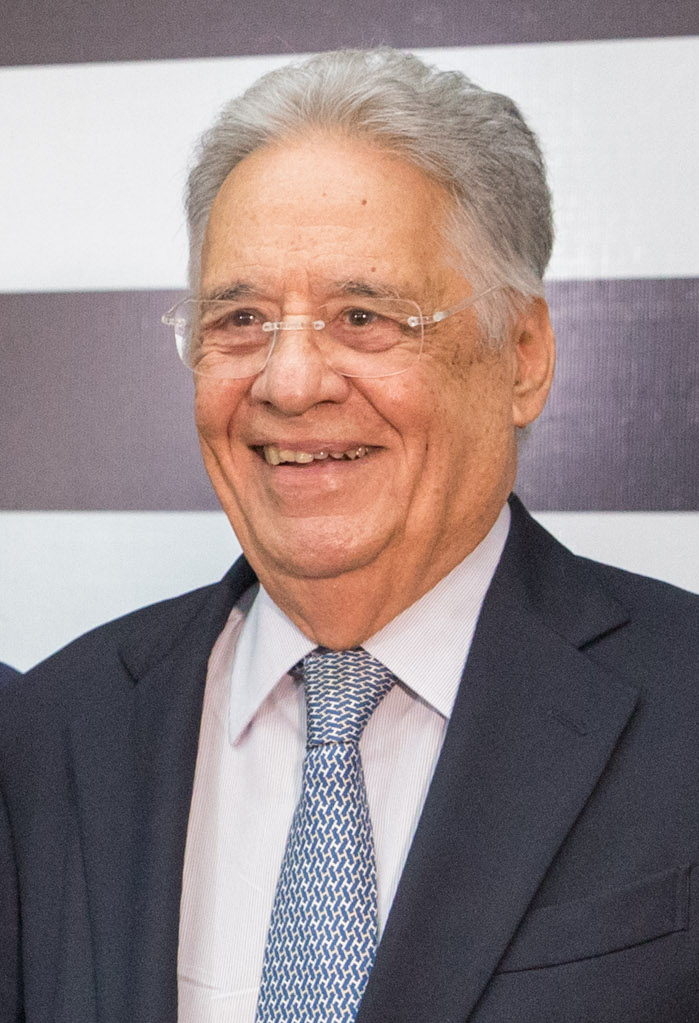
Fernando Henrique Cardoso Nasceu em: 18  de junho de 1931 (94 anos)
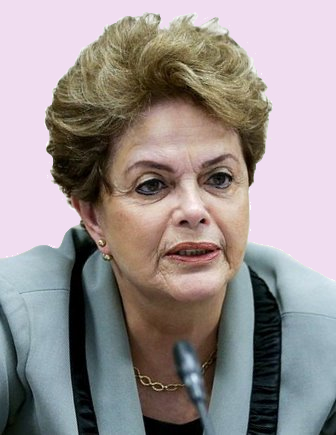
Dilma Rousseff Nasceu em: 14  de dezembro de 1947 (77 anos)
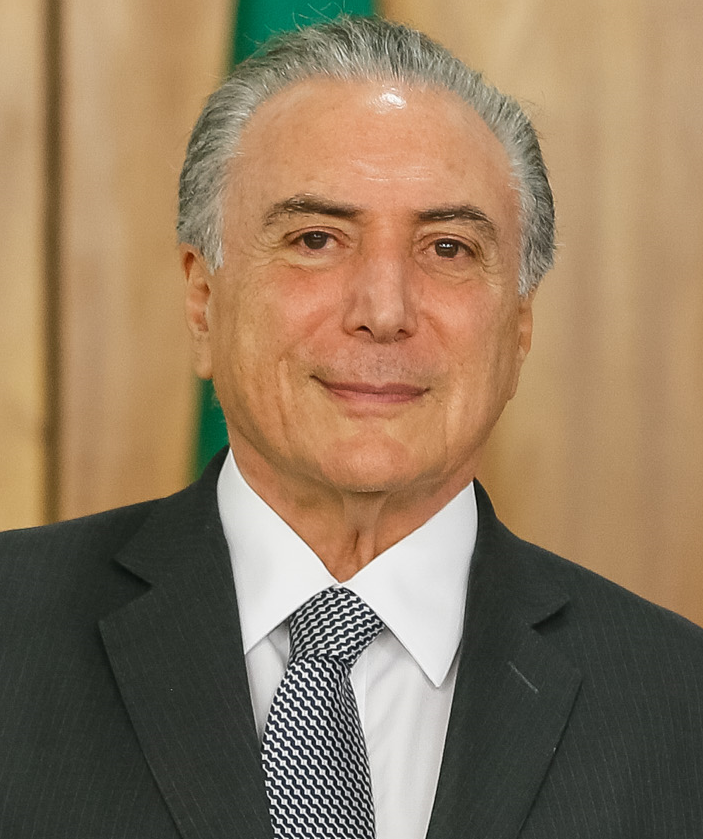
Michel Temer Nasceu em: 23  de setembro de 1940 (84 anos)
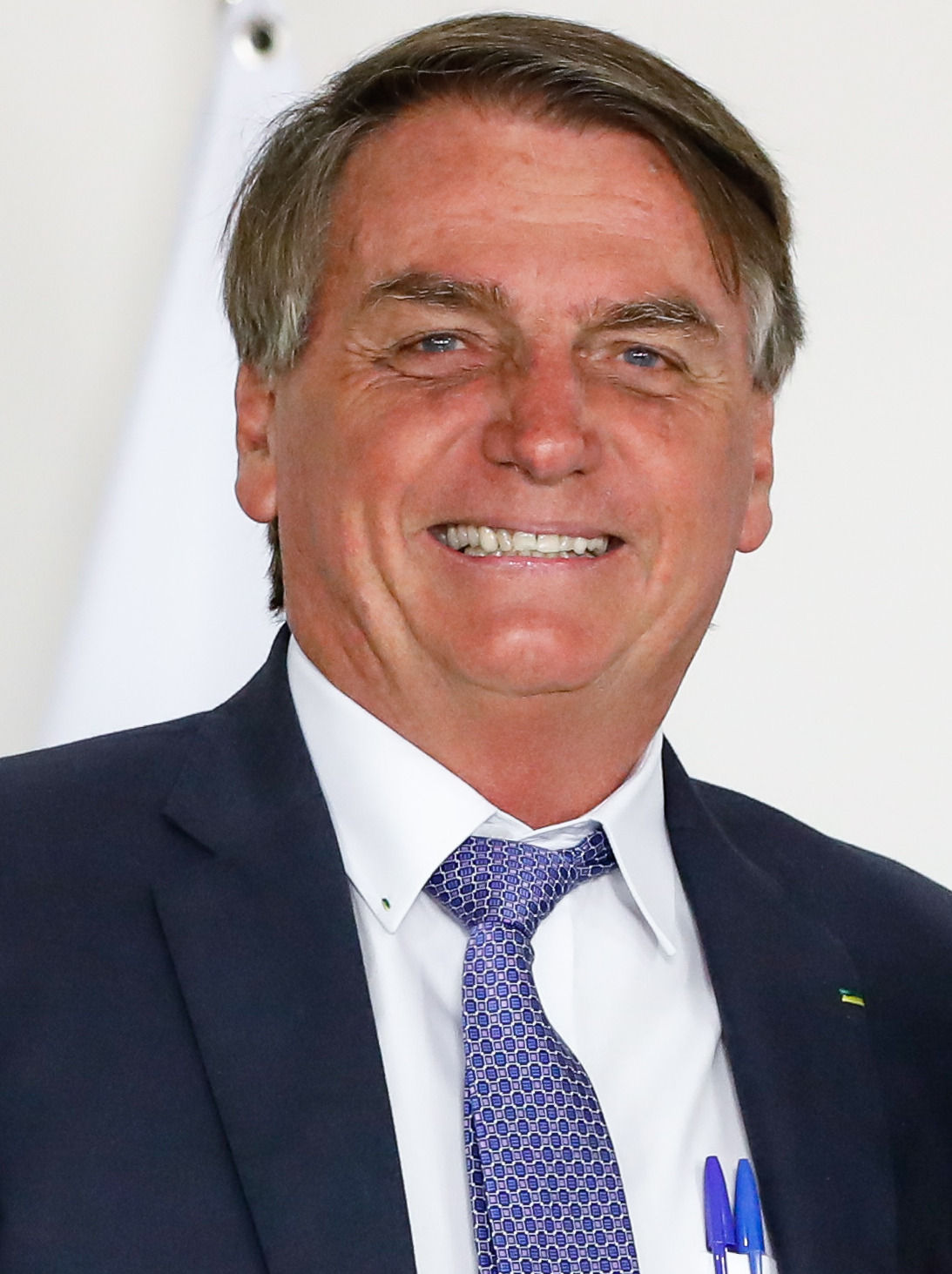
Jair Bolsonaro Nasceu em: 21  de março de 1955 (70 anos)

## História
| Período (de, até)                                  | Eventos de início e fim                                                        | Presidentes vivos                                                                 | Total             | Duração            |
| -------------------------------------------------- | ------------------------------------------------------------------------------ | --------------------------------------------------------------------------------- | ----------------- | ------------------ |
| - 15 de novembro de 1889 - 23 de novembro de 1891  | - Proclamação da República do Brasil - Posse de Floriano Peixoto               | Deodoro da Fonseca                                                                | 1                 | 2 anos e 8 dias    |
| - 23 de novembro de 1891 - 23 de agosto de 1892    | - Posse de Floriano Peixoto - Morte de Deodoro da Fonseca                      | Peixoto Deodoro da Fonseca                                                        | 2                 | 274 dias           |
| - 23 de agosto de 1892 - 15 de novembro de 1894    | - Morte de Deodoro da Fonseca - Posse de Prudente de Morais                    | Peixoto                                                                           | 1                 | 2 anos e 84 dias   |
| - 15 de novembro de 1894 - 29 de junho de 1895     | - Posse de Prudente de Morais - Morte de Floriano Peixoto                      | Morais Peixoto                                                                    | 2                 | 226 dias           |
| - 29 de junho de 1895 - 15 de novembro de 1898     | - Morte de Floriano Peixoto - Posse de Campos Sales                            | Morais                                                                            | 1                 | 3 anos e 139 dias  |
| - 15 de novembro de 1898 - 15 de novembro de 1902  | - Posse de Campos Sales - Posse de Rodrigues Alves                             | Campos Sales Morais                                                               | 2                 | 4 anos             |
| - 15 de novembro de 1902 - 3 de dezembro de 1902   | - Posse de Rodrigues Alves - Morte de Prudente de Morais                       | Rodrigues Alves Campos Sales Morais                                               | 3                 | 18 dias            |
| - 3 de dezembro de 1902 - 15 de novembro de 1906   | - Morte de Prudente de Morais - Posse de Afonso Pena                           | Rodrigues Alves Campos Sales                                                      | 2                 | 3 anos e 347 dias  |
| - 15 de novembro de 1906 - 14 de junho de 1909     | - Posse de Afonso Pena - Morte de Afonso Pena - Posse de Nilo Peçanha          | Pena Rodrigues Alves Campos Sales                                                 | 3                 | 2 anos e 211 dias  |
| - 14 de junho de 1909 - 15 de novembro de 1910     | - Morte de Afonso Pena - Posse de Nilo Peçanha - Posse de Hermes da Fonseca    | Peçanha Rodrigues Alves Campos Sales                                              | 3                 | 1 ano e 154 dias   |
| - 15 de novembro de 1910 - 28 de junho de 1913     | - Posse de Hermes da Fonseca - Morte de Campos Sales                           | Hermes da Fonseca Peçanha Rodrigues Alves Campos Sales                            | 4                 | 2 anos e 225 dias  |
| - 28 de junho de 1913 - 15 de novembro de 1914     | - Morte de Campos Sales - Posse de Venceslau Brás                              | Hermes da Fonseca Peçanha Rodrigues Alves                                         | 3                 | 1 ano e 140 dias   |
| - 15 de novembro de 1914 - 15 de novembro de 1918  | - Posse de Venceslau Brás - Posse de Delfim Moreira                            | Brás Hermes da Fonseca Peçanha Rodrigues Alves                                    | 4                 | 4 anos             |
| - 15 de novembro de 1918 - 16 de janeiro de 1919   | - Posse de Delfim Moreira - Morte de Rodrigues Alves                           | Moreira Brás Hermes da Fonseca Peçanha Rodrigues Alves                            | 5                 | 62 dias            |
| - 16 de janeiro de 1919 - 28 de julho de 1919      | - Morte de Rodrigues Alves - Posse de Epitácio Pessoa                          | Moreira Brás Hermes da Fonseca Peçanha                                            | 4                 | 193 dias           |
| - 28 de julho de 1919 - 1 de julho de 1920         | - Posse de Epitácio Pessoa - Morte de Delfim Moreira                           | Pessoa Moreira Brás Hermes da Fonseca Peçanha                                     | 5                 | 339 dias           |
| - 1 de julho de 1920 - 15 de novembro de 1922      | - Morte de Delfim Moreira - Posse de Artur Bernardes                           | Pessoa Brás Hermes da Fonseca Peçanha                                             | 4                 | 2 anos e 137 dias  |
| - 15 de novembro de 1922 - 9 de setembro de 1923   | - Posse de Artur Bernardes - Morte de Hermes da Fonseca                        | Bernardes Pessoa Brás Hermes da Fonseca Peçanha                                   | 5                 | 298 dias           |
| - 9 de setembro de 1923 - 31 de março de 1924      | - Morte de Hermes da Fonseca - Morte de Nilo Peçanha                           | Bernardes Pessoa Brás Peçanha                                                     | 4                 | 204 dias           |
| - 31 de março de 1924 - 15 de novembro de 1926     | - Morte de Nilo Peçanha - Posse de Washington Luís                             | Bernardes Pessoa Brás                                                             | 3                 | 2 anos e 229 dias  |
| - 15 de novembro de 1926 - 3 de novembro de 1930   | - Posse de Washington Luís - 1.ª Posse de Getúlio Vargas                       | Washington Luís Bernardes Pessoa Brás                                             | 4                 | 3 anos e 353 dias  |
| - 3 de novembro de 1930 - 13 de fevereiro de 1942  | - 1.ª Posse de Getúlio Vargas - Morte de Epitácio Pessoa                       | Vargas Washington Luís Bernardes Pessoa Brás                                      | 5                 | 11 anos e 102 dias |
| - 13 de fevereiro de 1942 - 29 de outubro de 1945  | - Morte de Epitácio Pessoa - Posse interina de José Linhares                   | Vargas Washington Luís Bernardes Brás                                             | 4                 | 3 anos e 258 dias  |
| - 29 de outubro de 1945 - 31 de janeiro de 1946    | - Posse interina de José Linhares - Posse de Eurico Gaspar Dutra               | Linhares Vargas Washington Luís Bernardes Brás                                    | 5                 | 94 dias            |
| - 31 de janeiro de 1946 - 24 de agosto de 1954     | - Posse de Eurico Gaspar Dutra - Morte de Getúlio Vargas - Posse de Café Filho | Dutra Linhares Vargas Washington Luís Bernardes Brás                              | 6                 | 8 anos e 205 dias  |
| - 24 de agosto de 1954 - 23 de março de 1955       | - Morte de Getúlio Vargas - Posse de Café Filho - Morte de Artur Bernardes     | Café Filho Dutra Linhares Washington Luís Bernardes Brás                          | 6                 | 211 dias           |
| - 23 de março de 1955 - 8 de novembro de 1955      | - Morte de Artur Bernardes - Posse interina de Carlos Luz                      | Café Filho Dutra Linhares Washington Luís Brás                                    | 5                 | 230 dias           |
| - 8 de novembro de 1955 - 11 de novembro de 1955   | - Posse interina de Carlos Luz - Posse interina de Nereu Ramos                 | Luz Café Filho Dutra Linhares Washington Luís Brás                                | 6                 | 3 dias             |
| - 11 de novembro de 1955 - 31 de janeiro de 1956   | - Posse interina de Nereu Ramos - Posse de Juscelino Kubitschek                | Ramos Luz Café Filho Dutra Linhares Washington Luís Brás                          | 7                 | 81 dias            |
| - 31 de janeiro de 1956 - 26 de janeiro de 1957    | - Posse de Juscelino Kubitschek - Morte de José Linhares                       | Kubitschek Ramos Luz Café Filho Dutra Linhares Washington Luís Brás               | 8                 | 361 dias           |
| - 26 de janeiro de 1957 - 4 de agosto de 1957      | - Morte de José Linhares - Morte de Washington Luís                            | Kubitschek Ramos Luz Café Filho Dutra Washington Luís Brás                        | 7                 | 190 dias           |
| - 4 de agosto de 1957 - 16 de junho de 1958        | - Morte de Washington Luís - Morte de Nereu Ramos                              | Kubitschek Ramos Luz Café Filho Dutra Brás                                        | 6                 | 316 dias           |
| - 16 de junho de 1958 - 31 de janeiro de 1961      | - Morte de Nereu Ramos - Posse de Jânio Quadros                                | Kubitschek Luz Café Filho Dutra Brás                                              | 5                 | 2 anos e 229 dias  |
| - 31 de janeiro de 1961 - 9 de fevereiro de 1961   | - Posse de Jânio Quadros - Morte de Carlos Luz                                 | Quadros Kubitschek Luz Café Filho Dutra Brás                                      | 6                 | 9 dias             |
| - 9 de fevereiro de 1961 - 25 de agosto de 1961    | - Morte de Carlos Luz - 1.ª Posse interina de Ranieri Mazzilli                 | Quadros Kubitschek Café Filho Dutra Brás                                          | 5                 | 197 dias           |
| - 25 de agosto de 1961 - 7 de setembro de 1961     | - 1.ª Posse interina de Ranieri Mazzilli - Posse de João Goulart               | Mazzilli Quadros Kubitschek Café Filho Dutra Brás                                 | 6                 | 13 dias            |
| - 7 de setembro de 1961 - 15 de abril de 1964      | - Posse de João Goulart - Posse de Castelo Branco                              | Goulart Mazzilli Quadros Kubitschek Café Filho Dutra Brás                         | 7                 | 2 anos e 221 dias  |
| - 15 de abril de 1964 - 15 de maio de 1966         | - Posse de Castelo Branco - Morte de Venceslau Brás                            | Castelo Branco Goulart Mazzilli Quadros Kubitschek Café Filho Dutra Brás          | 8                 | 2 anos e 30 dias   |
| - 15 de maio de 1966 - 15 de março de 1967         | - Morte de Venceslau Brás - Posse de Costa e Silva                             | Castelo Branco Goulart Mazzilli Quadros Kubitschek Café Filho Dutra               | 7                 | 304 dias           |
| - 15 de março de 1967 - 18 de julho de 1967        | - Posse de Costa e Silva - Morte de Castelo Branco                             | Costa e Silva Castelo Branco Goulart Mazzilli Quadros Kubitschek Café Filho Dutra | 8                 | 125 dias           |
| - 18 de julho de 1967 - 30 de outubro de 1969      | - Morte de Castelo Branco - Posse de Emílio Garrastazu Médici                  | Costa e Silva Goulart Mazzilli Quadros Kubitschek Café Filho Dutra                | 7                 | 2 anos e 104 dias  |
| - 30 de outubro de 1969 - 17 de dezembro de 1969   | - Posse de Emílio Garrastazu Médici - Morte de Costa e Silva                   | Médici Costa e Silva Goulart Mazzilli Quadros Kubitschek Café Filho Dutra         | 8                 | 48 dias            |
| - 17 de dezembro de 1969 - 20 de fevereiro de 1970 | - Morte de Costa e Silva - Morte de Café Filho                                 | Médici Goulart Mazzilli Quadros Kubitschek Café Filho Dutra                       | 7                 | 65 dias            |
| - 20 de fevereiro de 1970 - 15 de março de 1974    | - Morte de Café Filho - Posse de Ernesto Geisel                                | Médici Goulart Mazzilli Quadros Kubitschek Dutra                                  | 6                 | 4 anos e 23 dias   |
| - 15 de março de 1974 - 11 de junho de 1974        | - Posse de Ernesto Geisel - Morte de Eurico Gaspar Dutra                       | Geisel Médici Goulart Mazzilli Quadros Kubitschek Dutra                           | 7                 | 88 dias            |
| - 11 de junho de 1974 - 21 de abril de 1975        | - Morte de Eurico Gaspar Dutra - Morte de Ranieri Mazzilli                     | Geisel Médici Goulart Mazzilli Quadros Kubitschek                                 | 6                 | 314 dias           |
| - 21 de abril de 1975 - 22 de agosto de 1976       | - Morte de Ranieri Mazzilli - Morte de Juscelino Kubitschek                    | Geisel Médici Goulart Quadros Kubitschek                                          | 5                 | 1 ano e 123 dias   |
| - 22 de agosto de 1976 - 6 de dezembro de 1976     | - Morte de Juscelino Kubitschek - Morte de João Goulart                        | Geisel Médici Goulart Quadros                                                     | 4                 | 106 dias           |
| - 6 de dezembro de 1976 - 15 de março de 1979      | - Morte de João Goulart - Posse de João Figueiredo                             | Geisel Médici Quadros                                                             | 3                 | 2 anos e 99 dias   |
| - 15 de março de 1979 - 15 de março de 1985        | - Posse de João Figueiredo - Posse de José Sarney                              | Figueiredo Geisel Médici Quadros                                                  | 4                 | 6 anos             |
| - 15 de março de 1985 - 9 de outubro de 1985       | - Posse de José Sarney - Morte de Emílio Garrastazu Médici                     | Sarney Figueiredo Geisel Médici Quadros                                           | 5                 | 208 dias           |
| - 9 de outubro de 1985 - 15 de março de 1990       | - Morte de Emílio Garrastazu Médici - Posse de Fernando Collor                 | Sarney Figueiredo Geisel Quadros                                                  | 4                 | 4 anos e 157 dias  |
| - 15 de março de 1990 - 16 de fevereiro de 1992    | - Posse de Fernando Collor - Morte de Jânio Quadros                            | Collor Sarney Figueiredo Geisel Quadros                                           | 5                 | 1 ano e 338 dias   |
| - 16 de fevereiro de 1992 - 29 de dezembro de 1992 | - Morte de Jânio Quadros - Posse de Itamar Franco                              | Collor Sarney Figueiredo Geisel                                                   | 4                 | 317 dias           |
| - 29 de dezembro de 1992 - 1 de janeiro de 1995    | - Posse de Itamar Franco - 1.ª Posse de Fernando Henrique Cardoso              | Franco Collor Sarney Figueiredo Geisel                                            | 5                 | 2 anos e 3 dias    |
| - 1 de janeiro de 1995 - 12 de setembro de 1996    | - 1.ª Posse de Fernando Henrique Cardoso - Morte de Ernesto Geisel             | Cardoso Franco Collor Sarney Figueiredo Geisel                                    | 6                 | 1 ano e 255 dias   |
| - 12 de setembro de 1996 - 24 de dezembro de 1999  | - Morte de Ernesto Geisel - Morte de João Figueiredo                           | Cardoso Franco Collor Sarney Figueiredo                                           | 5                 | 3 anos e 103 dias  |
| - 24 de dezembro de 1999 - 1 de janeiro de 2003    | - Morte de João Figueiredo - 1.ª Posse de Luiz Inácio Lula da Silva            | Cardoso Franco Collor Sarney                                                      | 4                 | 3 anos e 8 dias    |
| - 1 de janeiro de 2003 - 1 de janeiro de 2011      | - 1.ª Posse de Luiz Inácio Lula da Silva - 1.ª Posse de Dilma Rousseff         | Lula da Silva Cardoso Franco Collor Sarney                                        | 5                 | 8 anos             |
| - 1 de janeiro de 2011 - 2 de julho de 2011        | - 1.ª Posse de Dilma Rousseff - Morte de Itamar Franco                         | Rousseff Lula da Silva Cardoso Franco Collor Sarney                               | 6                 | 182 dias           |
| - 2 de julho de 2011 - 31 de agosto de 2016        | - Morte de Itamar Franco - Posse de Michel Temer                               | Rousseff Lula da Silva Cardoso Collor Sarney                                      | 5                 | 5 anos e 60 dias   |
| - 31 de agosto de 2016 - 1 de janeiro de 2019      | - Posse de Michel Temer - Posse de Jair Bolsonaro                              | Temer Rousseff Lula da Silva Cardoso Collor Sarney                                | 6                 | 2 anos e 123 dias  |
| - 1 de janeiro de 2019 - atualidade                | - Posse de Jair Bolsonaro                                                      | Bolsonaro Temer Rousseff Lula da Silva Cardoso Collor Sarney                      | 7                 | 6 anos e 193 dias  |
| Eventos de início e fim                            | Eventos de início e fim                                                        | Presidentes vivos                                                                 | Presidentes vivos | Duração            |

## Estatísticas
Quatro períodos se destacam por contar com o maior número de presidentes vivos ao mesmo tempo (oito): da posse de Juscelino Kubitschek à morte de José Linhares, da posse de Castelo Branco à morte de Venceslau Brás, da posse de Costa e Silva à morte de Castelo Branco e da posse de Emílio Garrastazu Médici à morte de Costa e Silva.
Por três períodos, houve apenas a presença de um presidente vivo (o incumbente): o governo de Deodoro da Fonseca, da morte deste à posse de Prudente de Morais e da morte de Floriano Peixoto à posse de Campos Sales.
Venceslau Brás foi o presidente que viveu durante mais governos da história republicana do país, uma vez que é o político que permaneceu mais tempo na condição de ex-presidente, morrendo exatos 47 anos e 6 meses depois de deixar o posto máximo do país, vindo a falecer no 17.º governo após o seu (não considerando a Junta de 1930).
O governo de Ernesto Geisel foi aquele no qual houve mais mortes de ex-presidentes: quatro (Eurico Gaspar Dutra, Ranieri Mazzilli, Juscelino Kubitschek e João Goulart).
Atualmente, existem sete presidentes vivos: o atual (e também ex-presidente), Luiz Inácio Lula da Silva, e os ex-presidentes Michel Temer, Dilma Rousseff, Jair Bolsonaro, Fernando Henrique Cardoso, Fernando Collor e José Sarney.